# 크리스티나 티치아웃
크리스티나 대니엘 티치아웃(영어: Kristina Danielle Teachout, 2005년 9월 13일~)은 미국의 태권도 선수이다. 2024년 하계 올림픽 여자 미들급에서 동메달을 획득했다.

## 경력
플로리다주 팜베이에서 태어났다.
2022년 미국 국가대표로 발탁되었으며 같은 해 11월 멕시코 과달라하라에서 열린 2022년 세계 선수권 대회에 참가했다. 그녀는 콩고 민주 공화국의 소피아 티푸를 꺾었으며 코트디부아르의 뤼트 그바그비에게 패해 대회를 마쳤다.
2023년 4월 스페인 라누시아에서 열린 스페인 오픈 대회에서 은메달을 획득하면서 첫 국제 대회 메달을 획득했다. 같은 달에 도미니카 공화국 산토도밍고에서 열린 도미니카 공화국 오픈에서 캐나다의 멀리사 파그노타를 꺾고 국제 대회 우승을 차지했다. 5월에는 아제르바이잔 바쿠에서 열린 2023년 세계 선수권 대회에 참가했다. 그녀는 폴란드의 유스티나 코발코프스카와 아제르바이잔의 패리대 애지조바를 꺾었으며 노르웨이의 마리 로문세 닐센에게 패해 대회를 마감했다.